# LeeAnne Walters
LeeAnne Walters é uma activista ambiental americana de Flint, Michigan. Ela ficou conhecida pelo seu papel em expor a crise aquífera de Flint. Em 2016, Walters foi homenageada com o prémio PEN America 's Freedom of Expression Courage. O filme de drama de televisão Flint de 2017 é baseado no desastre de água tóxica. No filme, Betsy Brandt interpretou a personagem de Walters. Walters recebeu o Prémio Ambiental Goldman em 2018 pelo seu papel fundamental em expor a crise de contaminação da água de Flint. Em 3 de fevereiro de 2016, Walters testemunhou perante o Comité de Supervisão e Reforma da Câmara dos Estados Unidos sobre o seu trabalho durante a crise aquífera.